# ديريك بيج
ديريك بيج (24 مايو 1961 في جامايكا - ) (بالإنجليزية: Derrick Page)‏ هو لاعب كريكت بريطاني. لعب مع نادي مقاطعة شروبشاير للكريكت ‏ ونادي مقاطعة ستافوردشاير للكريكت ‏.

## وصلات خارجية
- ديريك بيج على موقع إي آس بي آن كريك إنفو (الإنجليزية)